# Bjørg Vik
Bjørg Vik (*  11. September 1935 in Oslo; † 7. Januar 2018) war eine norwegische Schriftstellerin und Dramatikerin, die die Frauenbewegung und feministische Literatur in Norwegen maßgeblich beeinflusst hat.

## Leben und Werk
Bjørg Vik besuchte 1955 die Journalistenakademie in Oslo und war anschließend für fünf Jahre bei der Zeitung „Porsgrunn Dagbladet“ tätig. 1963 debütierte sie mit dem Buch Søndag ettermiddag (Sonntag Nachmittag). Es enthält Erzählungen über „Frauenschicksale, die oft aus der Perspektive einer anderen Frau erzählt werden, welche zunächst wenig Verständnis für solche Schicksale aufbringt, sich allmählich jedoch contre cœur mit ihnen zu solidarisieren beginnt“.
1971 war Vik Mitbegründerin der Frauenzeitschrift „Sirene“, die bis 1983 in Norwegen eine feministische Alternative zu den üblichen Wochenmagazinen bildete.
Vik verfasste zahlreiche Theaterstücke, unter anderem To akter for fem kvinner (Zwei Akte für fünf Frauen). Das Stück lebt in erster Linie von den Gesprächen der fünf Freundinnen, die einander ihr Leben erzählen, wobei die Autorin die Frustrationen und verpassten Erwartungen der Frauen darstellt. Es sollte auch gerade Männern ein Bewusstsein für die Situation der Frauen bringen. Das Stück wurde nicht nur von Frauengruppen intensiv diskutiert und war in Norwegen sehr erfolgreich; es wurde 1976 auch für das Fernsehen verfilmt und in anderen Ländern aufgeführt.
Als eines ihrer besten Werke gilt der 1972 erschienene Erzählband Kvinneakvariet (Das Frauenaquarium). In ihr thematisiert Vik 

„weibliche Krisensituationen in den verschiedensten Lebensphasen sowie die Suche nach einer adäquaten Lebensform, der Geschlechterkonflikt ist in den Hintergrund getreten.“

Vik lebte in Porsgrunn. Sie war verheiratet und hatte drei Kinder. Sie wurde dreimal für die wichtigste Auszeichnung der nordeuropäischen Länder, den Literaturpreis des Nordischen Rates, nominiert. Ihre Werke wurden in zahlreiche Sprachen übersetzt.

## Veröffentlichungen

### Norwegische Originalausgaben
- Søndag ettermiddag (Erzählungen), 1963
- Nødrop fra en myk sofa (Erzählungen), 1966
- Ferie (Hörspiel), 1967
- Det grådige hjerte (Erzählungen), 1968
- Gråt, elskede mann (Roman), 1979
- Kvinneakvariet (Erzählungen), 1972
- To akter for fem kvinner (Schauspiel), 1974
- Hurra, det ble en pike (Schauspiel), 1974
- Fortellinger om frihet (Erzählungen), 1975
- Sorgenfri: fem bilder om kjærlighet (Schauspiel), 1978
- En håndfull lengsel (Erzählungen), 1979
- Det trassige håp (Hörspiel), 1981
- Snart er det høst (Erzählungen), 1982
- Fribillett til Soria Moria (Schauspiel), 1984
- En gjenglemt petunia (Erzählungen), 1985
- Små nøkler, store rom (Roman), 1988
- Vinterhagen (Schauspiel), 1990
- Poplene på St. Hanshaugen (Roman), 1991
- Reisen til Venezia (Schauspiel), 1992
- Den lange veien til et annet menneske (Erzählungen), 1993
- Elsi Lund (Roman), 1994
- Roser i et sprukket krus (Roman), 1998
- Alt kvinner tilgir (Schauspiel), 1999
- Salong Saratustra (Schauspiel), 2001
- Forholdene tatt i betraktning (Erzählungen), 2002
- Søndag ettermiddag (Schauspiel), 2003

### Deutschsprachige Ausgaben
- Fünf Frauen. (To akter for fem kvinner) Aus dem Norwegischen von Bernd Haustein. Bloch, Berlin 1975
- Der Fisch im Netz. Erzählungen. (Fortellinger om frihet) Aus dem Norwegischen von Udo Birckholz. Hinstorff, Rostock 1979.
- Das Frauenaquarium. (Kvinneakvariet) Aus dem Norwegischen von Michael Bartsch. Scandica-Verlag, Bochum 1980, ISBN 3-88473-007-X.
- Zeit der Rosen. Roman. (Roser i et sprukket krus) Aus dem Norwegischen von Christel Hildebrandt. Fischer-Taschenbuch-Verlag, Frankfurt am Main 2001. ISBN 3-596-15011-6.

## Auszeichnungen
- 1972: Riksmålsforbundets litteraturpris
- 1974: Aschehougprisen
- 1979: Kritikerprisen (Norwegen)
- 1982: Cappelenpreis
- 1987: Doblougpreis
- 1988: Bokhandlerprisen für Store nøkler, små rom
- 1992: Ibsenpreis
- 1996: Amalie Skram-Preis